# Me Against the World
| Portal:Glazba | Portal: Glazba |

Me Against the World (hrv. "Sam protiv svijeta") je treći studijski album američkog hip hop glazbenika 2pac-a, koji je 14. ožujka 1995. objavila diskografska kuća Interscope Records.
Album predstavlja kompilaciju pjesama koje nisu objavljene na prethodnom album Thug Life: Volume 1. Objavljen je dok je Tupac bio u zatvoru, a u isto vrijeme je debitirao na prvo mjesto Billboardove Top 200 ljestvice. Zbog ovih okolnosti, mnogi smatraju da je Me Against the World najzapaljiviji od svih Tupacovih izdanja, jer izražava mješavinu emocija i reakcija na događaje u njegovom životu. Album obrađuje teme kao što su opasnost od paranoje, organizirani kriminal i moralne posljedice nasilja.
Prema Steveu Hueyu iz AllMusic-a je reper nakon ovog albuma, vidljivo postao "zamišljeniji" i "otvoreniji". A mnogi smatraju da Tupac na ovom albumu zauzima stav "kako nema što izgubiti". U jednoj recenziji navodi se da Tupacova razotkrivena i sirova čovječnost na ovom albumu proizvodi inspiraciju za sve koji ga slušaju, i da je to izvanredno i dostojno zapažanja glazbeno ostvarenje.

## Popis pjesama
| Me Against the World | Me Against the World                            | Me Against the World                | Me Against the World | Me Against the World | Me Against the World | Me Against the World | Me Against the World | Me Against the World | Me Against the World |
| Br.                  | Skladba                                         | Producenti                          | Trajanje             |                      |                      |                      |                      |                      |                      |
| -------------------- | ----------------------------------------------- | ----------------------------------- | -------------------- | -------------------- | -------------------- | -------------------- | -------------------- | -------------------- | -------------------- |
| 1.                   | »Intro«                                         | Tony Pizarro, Jill Rose             | 1:40                 |                      |                      |                      |                      |                      |                      |
| 2.                   | »If I Die 2Nite«                                | Easy Mo Bee                         | 4:01                 |                      |                      |                      |                      |                      |                      |
| 3.                   | »Me Against the World« (zajedno s Dramacydalom) | Soulshock and Karlin                | 4:40                 |                      |                      |                      |                      |                      |                      |
| 4.                   | »So Many Tears«                                 | D-Flizno Production Squad           | 3:59                 |                      |                      |                      |                      |                      |                      |
| 5.                   | »Temptations«                                   | Easy Mo Bee                         | 5:00                 |                      |                      |                      |                      |                      |                      |
| 6.                   | »Young Niggaz«                                  | Moe Z.M.D.                          | 4:53                 |                      |                      |                      |                      |                      |                      |
| 7.                   | »Heavy in the Game« (zajedno s Richie Rich)     | Mike Mosley, Sam Bostic             | 4:23                 |                      |                      |                      |                      |                      |                      |
| 8.                   | »Lord Knows«                                    | Brian G, Moe Z.M.D., Tony Pizarro   | 4:32                 |                      |                      |                      |                      |                      |                      |
| 9.                   | »Dear Mama«                                     | Tony Pizarro, DF Master Tee & Moses | 4:40                 |                      |                      |                      |                      |                      |                      |
| 10.                  | »It Ain't Easy«                                 | Tony Pizarro                        | 4:53                 |                      |                      |                      |                      |                      |                      |
| 11.                  | »Can U Get Away«                                | Mike Mosley                         | 5:45                 |                      |                      |                      |                      |                      |                      |
| 12.                  | »Old School«                                    | Soulshock, Jay-B, Ezi Cut           | 4:40                 |                      |                      |                      |                      |                      |                      |
| 13.                  | »Fuck the World«                                | Shock G                             | 4:13                 |                      |                      |                      |                      |                      |                      |
| 14.                  | »Death Around the Corner«                       | Johnny "J"                          | 4:07                 |                      |                      |                      |                      |                      |                      |
| 15.                  | »Outlaw« (zajedno s Dramacydalom)               | Moe Z.M.D.                          | 4:32                 |                      |                      |                      |                      |                      |                      |
| 66:07                |                                                 |                                     |                      |                      |                      |                      |                      |                      |                      |

## Vanjske poveznice
- Me Against the World na Discogsu